# Antilopa jelení
Antilopa jelení (Antilope cervicapra) je středně velký přežvýkavec z čeledi turovití (Buvidae), jediný zástupce rodu Antilope, vyskytující se na indickém subkontinentu. Je zajímavá svým pohlavním dimorfismem.

## Pojmenování
V regionálních jazycích Indie má tento druh řadu názvů, z nichž některá se užívají i v anglicky psané literatuře:
- anglicky: Blackbuck
- hindsky: Garn, Kála hiran
- telugsky: Krišna džinka
- bengálsky: Krišnasar
- sanskrtsky: Mŕga / Mriga
- tamilsky: Pulvaai, Irulai
- maráthsky: Sasin

## Popis

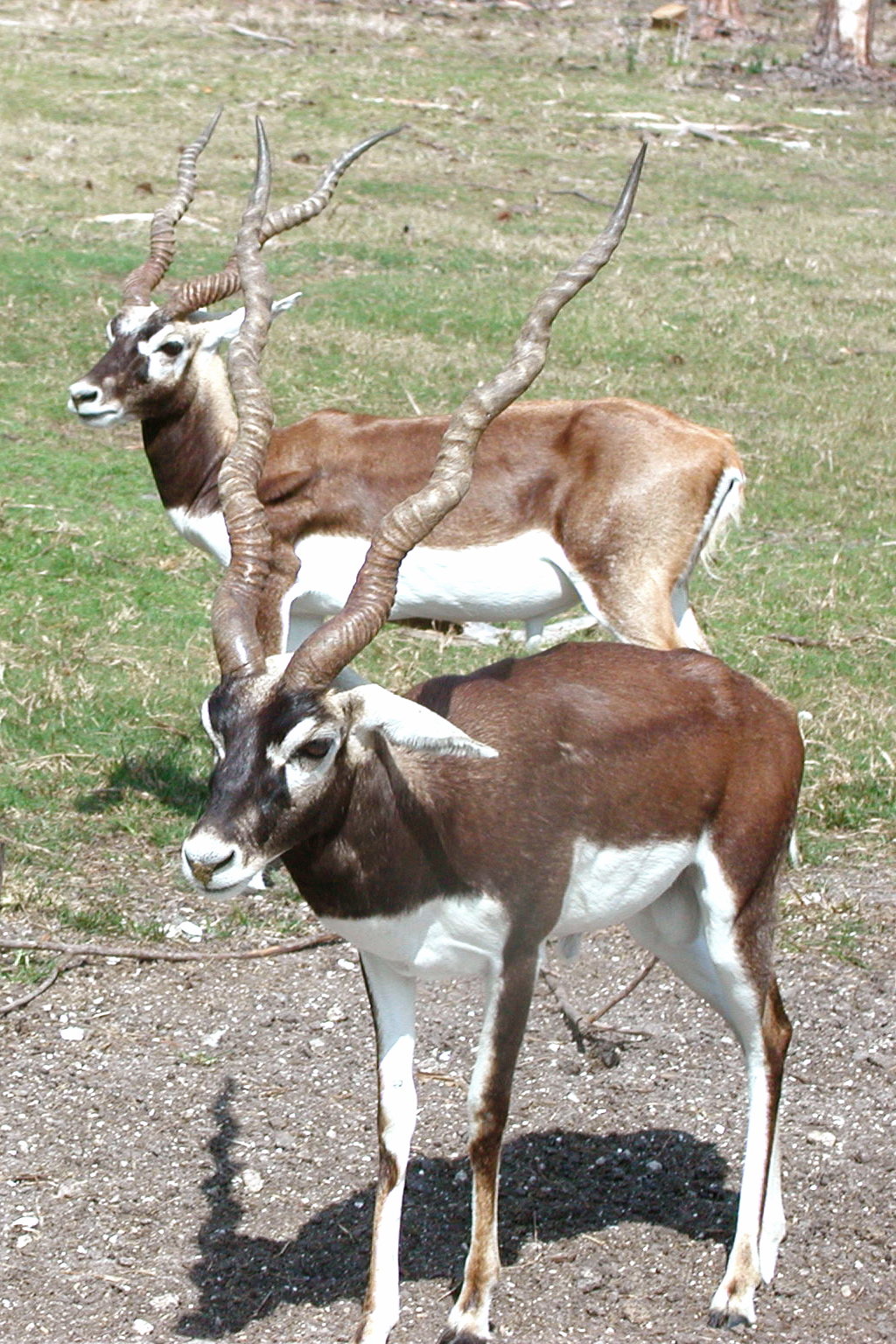
Dominantní (vepředu) a podřízený samec.

Samec této antilopy se natolik odlišuje od samice, že se až do nedávna rozeznávali jako dva jiné druhy. Samec má lesklou černohnědou srst na hřbetě a bocích, kdežto laň je daleko světlejší, spíše žlutavě plavá. Dominantní samec je ve stádu tmavý, téměř černý na hřbetě a bocích a má dlouhé, spirálově zatočené rohy, které mohou měřit až půl metru. Podřízený samec má menší rohy a jeho zbarvení se podobá samčímu. Když se mu podaří dosáhnout dominantního postavení ve stádu, většinou po smrti starého samce, srst mu ztmavne a rohy dorostou.
Kolem očí má bílou skvrnu a v ní je před okem dobře vidět žláza vylučující silně páchnoucí tekutinu, kterou si zvíře označkuje hranice svého území. Šířka těla se pohybuje kolem 1,2 metru a výška 60–85 cm. Velikost ocasu je 18 cm; hmotnost 25–45 kg.

## Chování a rozmnožování

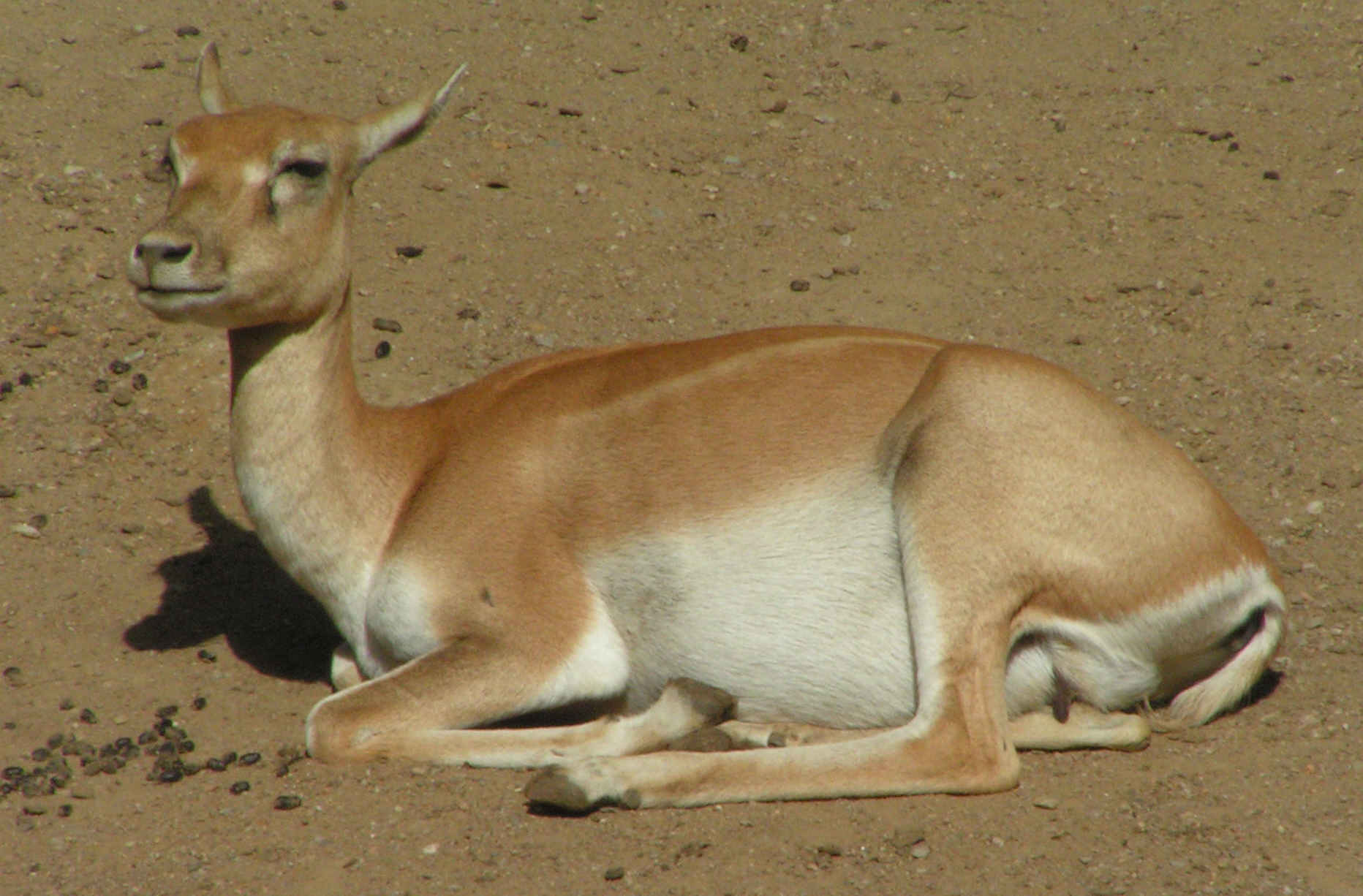
Odpočívající samice

Stejně jako všechny antilopy se vyznačuje schopností rychle běhat a daleko a vysoko skákat. Je také obdařena skvělým sluchem a zrakem a navíc je velmi plachá. Živí se hlavně trávou a jsou aktivní ráno a večer, zatímco během denního vedra odpočívají ve stínu. Jsou-li antilopy vyrušeny, dá hlídající kus pískavými zvuky poplach a prchají velkými skoky, které brzy přejdou v rychlý cval.
Žijí ve skupinách 15 až 20 jedinců tvořených dominantním samcem se samicemi a mláďaty; jak samci dospívají, jsou vyhnáni a sdružují se do vlastních malých skupin. Chovný samec si vytvoří teritorium a brání ho stejně jako harém proti soupeřům. Souboje samců v období říje nebývají kruté a soupeř při boji umírá jen málokdy. Březost trvá 6 měsíců a samice rodí 1, vzácně 2 mláďata. Ty jsou zcela bezbranná a matka se snaží co nejméně pohybovat, aby šířící se pach nepřilákal dravce. Avšak po několika dnech je mládě schopné sledovat stádo, kde je dospělí chrání před nebezpečím.

## Výskyt
Vyskytuje se už pouze jen na území Indie a Pákistánu. Spatřit jí v přírodě není snadné, jelikož je tento druh antilopy ohrožen vyhubením a žije jen na pustých kamenitých a písečných místech s nízkou trávou, kde je téměř nemožné se k ní přiblížit. Počet jedinců se odhaduje na přibližně 50 000.

## Druh v kultuře
Antilopa jelení, zmiňovaná již v védech pod názvem mŕga, má významné místo v indické kultuře. Je jízdním zvířem měsíčního boha Čandry-Sómy, jehož kočár táhne po nočním nebi, ale také atributem bohů Šivy a Kršny. Její kůže byla podle staroindických textů oděvem sádhuů a jógínů, v józe je známa dokonce i ásana (poloha), pojmenovaná podle této antilopy – mrigaásana, při níž pokrčené nohy připomínají rohy antilopy. Proto je místy dodnes uctívána jako posvátné zvíře. Přesto byla antilopa jelení často lovena, muslimští panovníci z dynastie Mughalů i někteří mahárádžové ji lovili s ochočenými gepardy. Je považována za symbol zamilovaných a něhy, proto, společné s pávem, na indických miniaturách často doprovází vyobrazení milenců či boha Kršny, laškujícího s pastýřkami.
V 19. století proběhlo několik pokusů o vysazení druhu v Evropě a USA. V Americe se dokázala adaptovat dobře a dodnes se vyskytuje na některých místech v Texasu, introdukce v Evropě ale vesměs neuspěly. Na přelomu 19. a 20. století byly tyto antilopy několik let chovány i v Česku, a to v oboře u Poděbrad.

## Zoologické zahrady
Pro svůj pěkný vzhled, nenáročnost a mírnost bývají často chovány v zoo, zpravidla ve velkých výbězích, spolu s dalšími asijskými kopytníky, jako jsou nilgau, asijští jeleni, divocí osli nebo velbloudi. V Česku jsou chováni v těchto zoologických zahradách:
- Zoo Plzeň
- Zoo Ústí nad Labem
- Zoo Zlín
- Zoo Ostrava
- Zoo Hluboká
- Zoo Na Hrádečku

Na Slovensku jsou chováni v Zoo Bojnice a Zoo Košice.

## Galerie

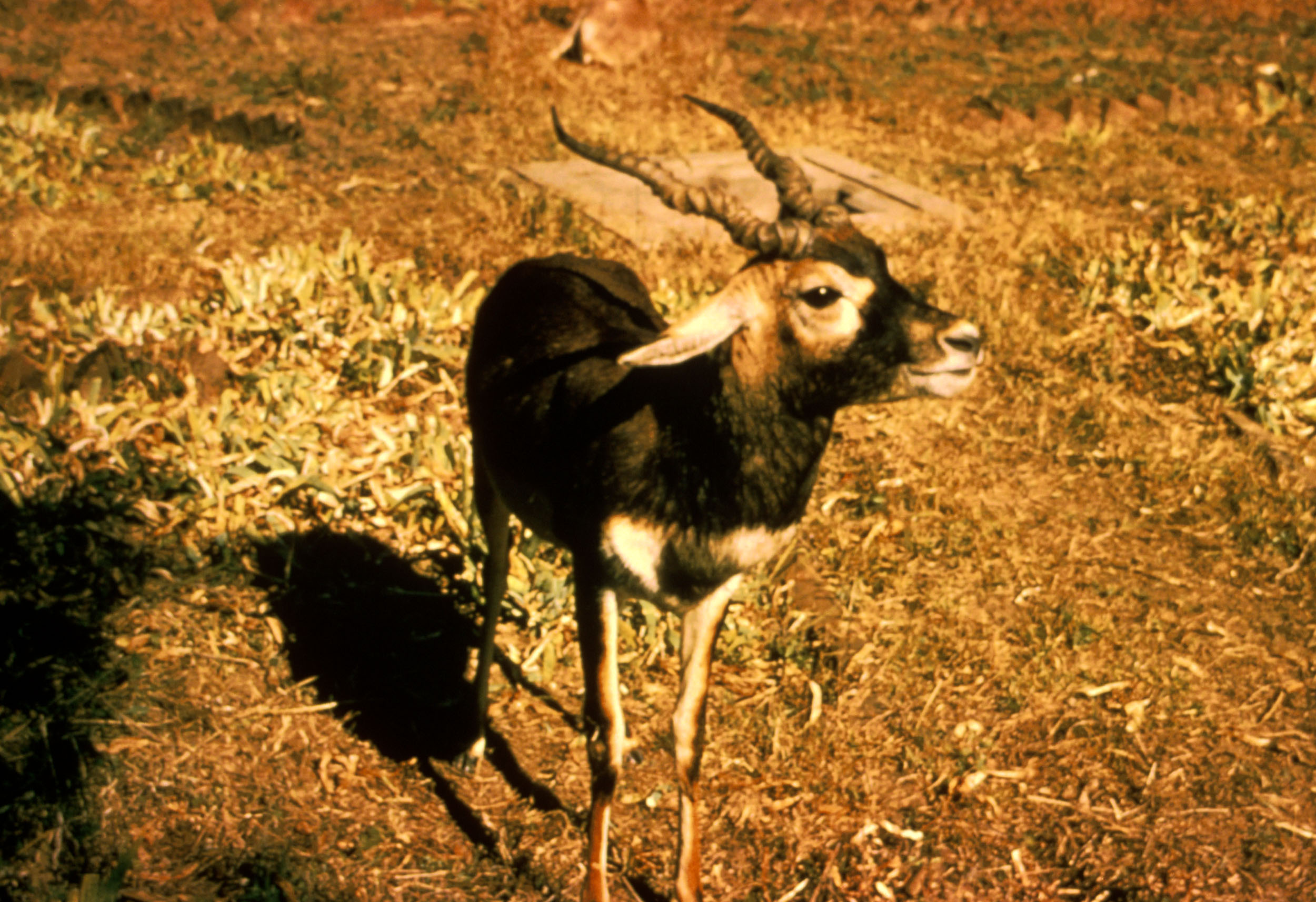
Samec
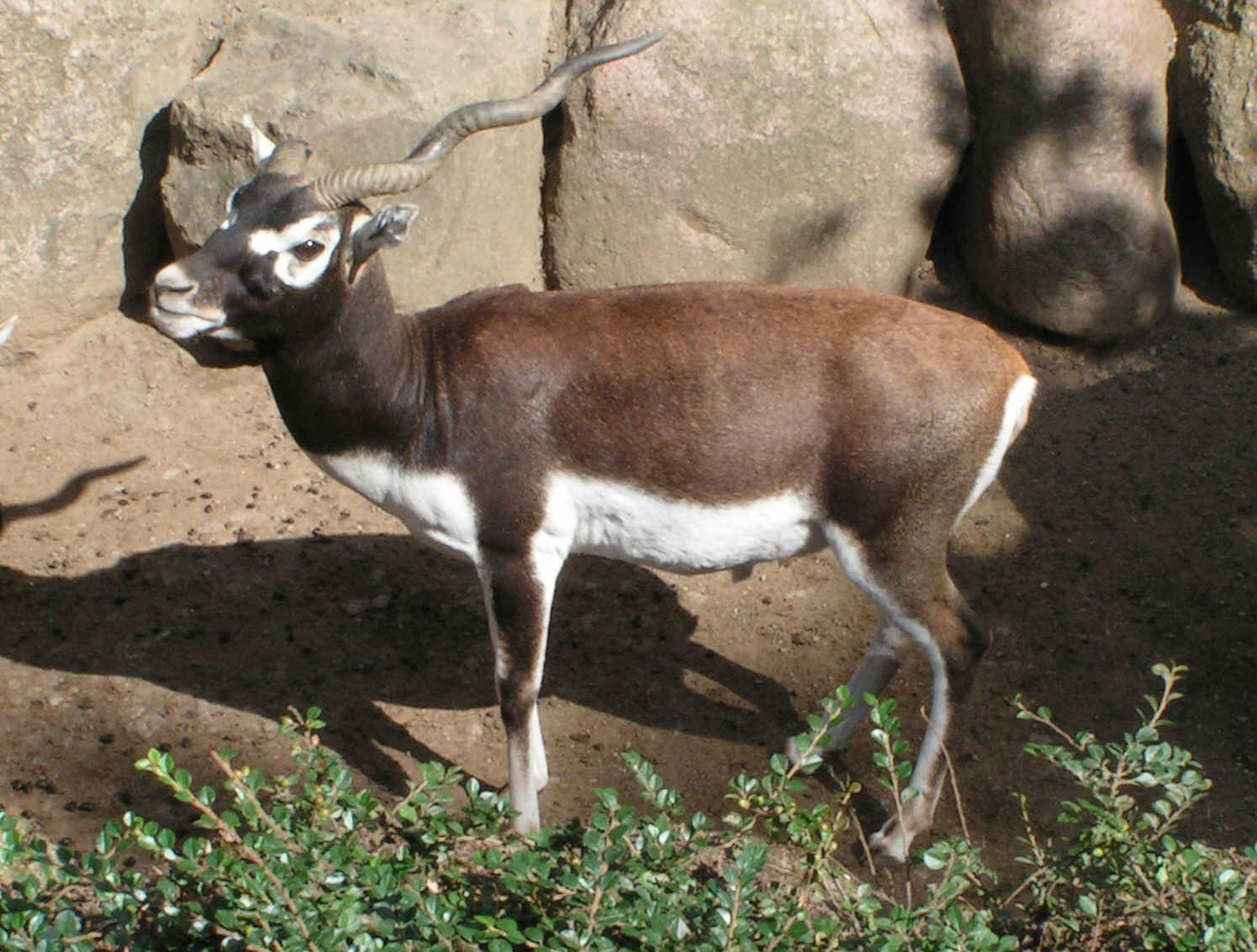
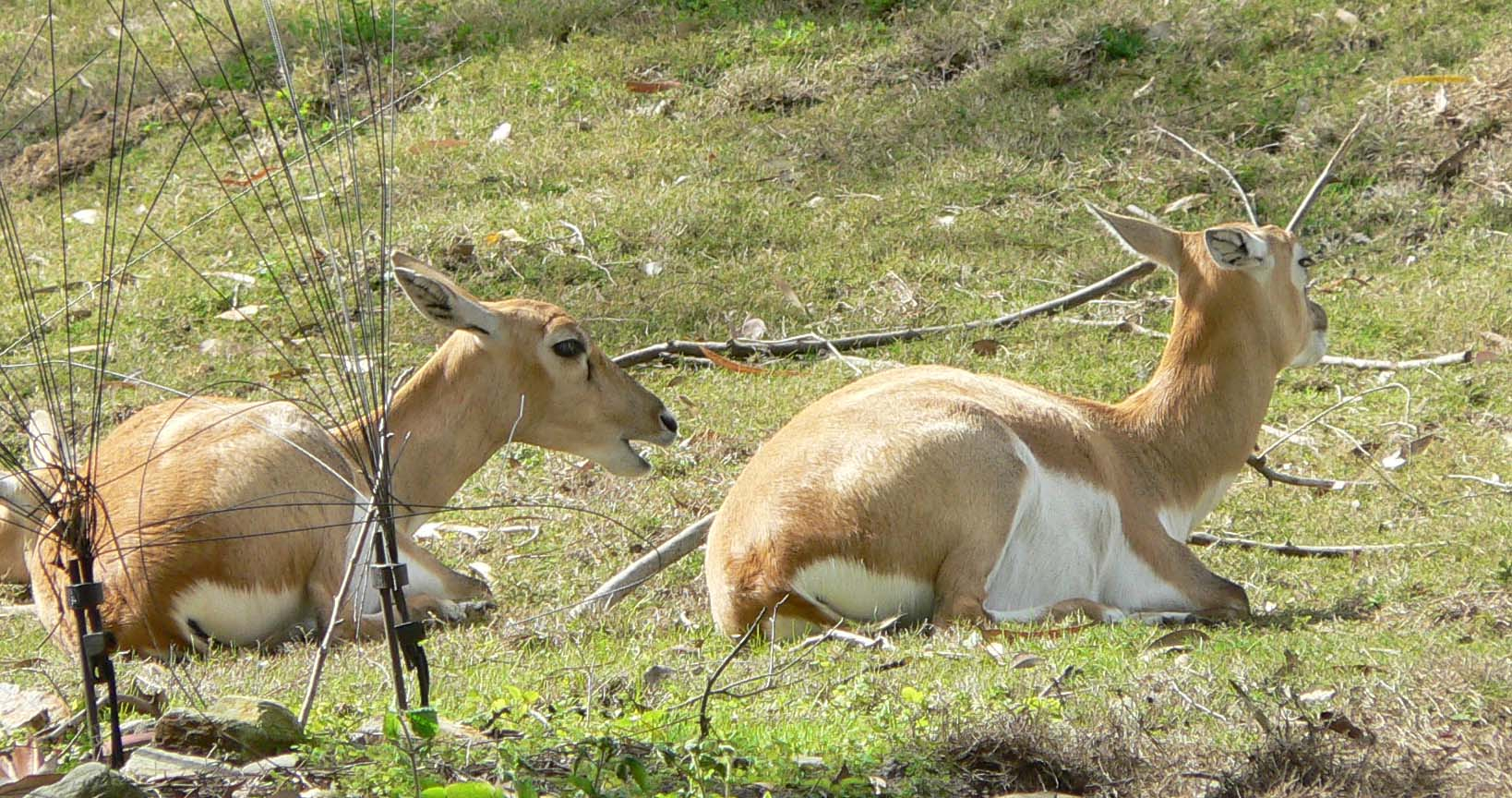
Samice
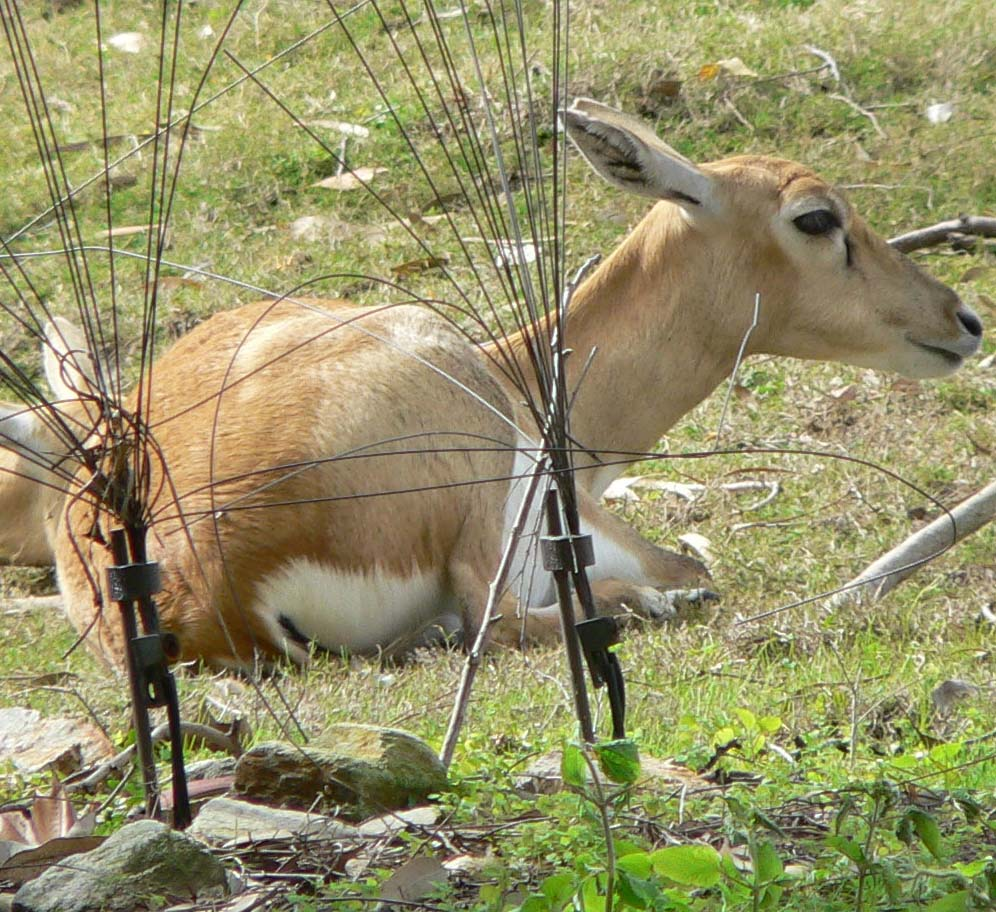
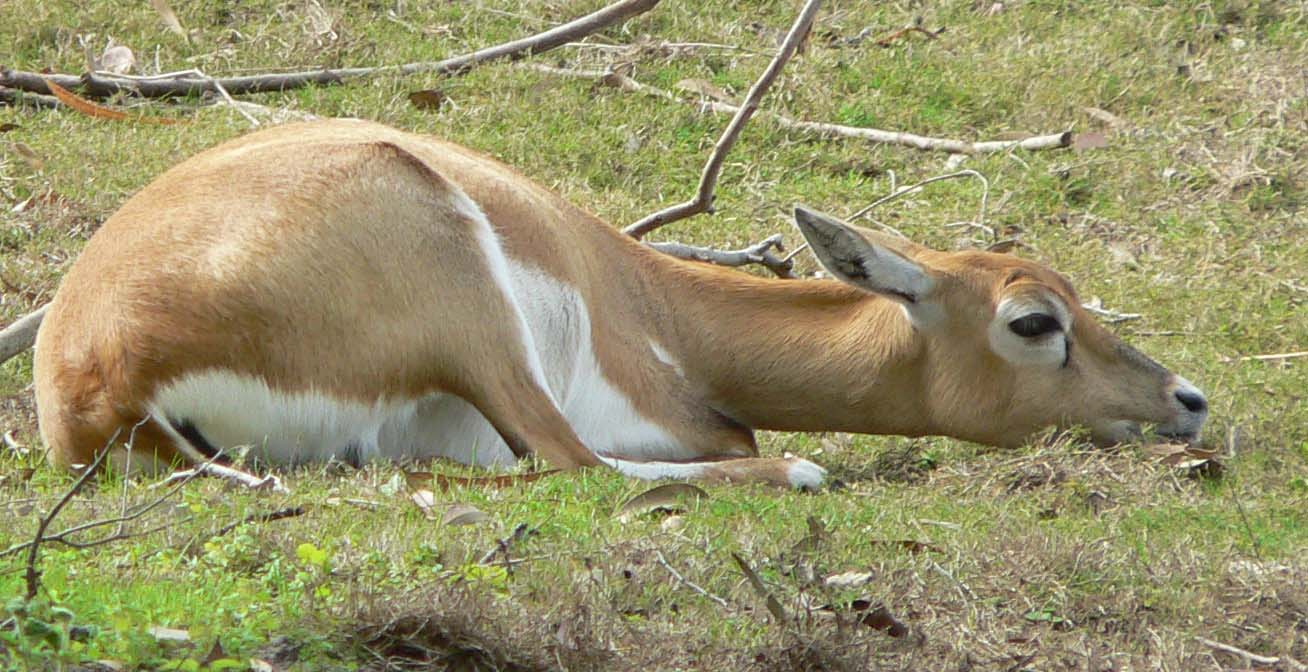